# Питагора
Питагора са Самоса (грч. Πυθαγόρας ὁ Σάμιος; око 570 — око 495. п. н. е.) је био антички филозоф и математичар, оснивач питагорејске школе.
За Питагору се обично везује Питагорина теорема о односу дужине хипотенузе (c) и дужине двеју катета (a, b) у правоуглом троуглу (c² = a² + b²).

## Биографија
Питагорини аутентични списи нису сачувани, а скоро ништа се не зна засигурно о његовом животу. Најранији извори о Питагорином животу су кратки, двосмислени и често сатирични.
Питагора се родио око 569. п. н. е. као син Мнесарха, резача драгога камена, на острву Самос. Вероватно је да је по наређењу самскога тиранина Поликрата путовао у Египат, да боље упозна установе египатских свештеника (Isocr. Bus. 28). Због несугласица с Поликратом, а можда и само због одвратности према његовој тиранији, преселио се у Кротон у јужној Италији или Великој Хелади, где су се, откако је Јонија под персијском влашћу почела да опада, створила нова средишта хеленске просвете и моћи.
Питагора је у Кротону основао морално-религиозно братство (братство Питагорејаца), коме је био задатак морално васпитање чланова. Као какав калуђерски или витешки ред, оно је имало своја правила и неговало строг начин живота (Plat. Resp. 600 Β). Наиме, придржавали су се строгих правила у исхрани.
Политичко мишљење Питагорејаца било је конзервативно-аристократско, и зато су их у току 6. века демократи више пута гонили, домове им спаљивали и растурањем синедрија уништавали им савез. Те партијске борбе приморале су старог Питагору да се пресели у Метапонтију 509. п. н. е, где је, веома слављен и дубоко поштован, и умро 500. п. н. е.

## Учење
Питагори са Самоса приписује се да је први употребио име филозофија (φιλοσοφία) за тражење истине и знања, а себе је назвао филозофом. Изгледа да сам ништа није написао, него су његови ученици пренели његова знања, која су записана после Питагорине смрти. Питагора се сам бавио музиком и математиком. Учење које се везује за Питагору и његову школу развили су тек његови ученици. Међу његовим ученицима било је много жена. Чак је и његова супруга Теона Кротонска била његова ученица.
У математици је ширио знање о тзв. Питагориној теореми, али исказ теореме био познат вековима пре појаве Питагоре. Сматрао је да се универзум као целина може објаснити математичким поступцима. Ово мишљење битно одваја Питагорејце од Милећана, који су тражили смисао универзума у ватри, води или бесконачном. Ова филозофија је битно утицала на Платона и Галилеја.
Питагорејци су често нудили прилично натегнута виђења математичких односа, на основу мистичних претпоставки, а не на основу логике. Каснији Питагорејци су од бројева стварали „грађевинске блокове” од којих је саграђен Свемир. Заслуга која се може приписати овој школи је развитак космологије у којој су Земља, Сунце и Месец сферног облика.
Помицањем кобилице на монохорду — тај оглед приписује се Питагори — нашло се да висина тона зависи од дужине жице, тј. да музички интервали зависе од одређених математичких пропорција (Philol. frg. 4, 5, 6; Arist Met. Ι 5, 986 a 29 ss). Додуше, прави узрок тону јесу треперење жице и ваздушни таласи, квалитет тона зависи од бројних односа у трептајима, али у време кад материја и особине нису тачно разликоване, кад су, штавише, особине више важиле но материја, лако се стекло уверење да су математички односи и закони основа свему кад су већ у тону.
Млађи Питагорин ученик био је анатом Алкмеон из Кротона.
По њему су називе добили и неки фрактали (дрво и лаута).

## Питагорејство
Питагора је основао тајно друштво познато као Питагорејско братство које је било посвећено неговању врлине и изучавању математике. Братству и његовом оснивачу приписују се поједини изуми научне вредности попут чаше умерености која ради по хидрауличким принципима. Користила се као дисциплинска мера и показатељ да је умереност битна.
Питагорејско братство је имало велики утицај на будуће езотеријске традиције, попут масонерије и розенкројцеризма (ружокрсташи), окултних група које су, с почетка, такође изучавале математику и тврдиле да су се развиле из Питагорејског братства.